# Richard Bertram (Priester)
Richard Bertram, auch Matthias Richard Bertram, (* 14. Juli 1834 in Stolberg bei Aachen; † 24. November 1920 in Brühl) war ein deutscher römisch-katholischer Geistlicher, Pfarrer und Ehrenbürger der Stadt Brühl. Bertram prägte durch seine seelsorgerische Arbeit, seine sozialen Initiativen und sein Engagement für Bildung und Heimatpflege das öffentliche Leben Brühls und seiner Umgebung maßgeblich.

## Leben und Wirken
Richard Bertram legte sein Abitur in Düren ab und studierte anschließend Theologie an den Universitäten Bonn und Tübingen. Am 29. August 1859 empfing er im Kölner Dom die Priesterweihe durch Kardinal Johannes von Geissel. Seine ersten seelsorgerischen Tätigkeiten führten ihn als Kaplan nach Aachen und als Vikar nach Brachelen. 1873 wurde er Pfarrer in Hehn bei Mönchengladbach, wo er in den Konflikt des Kulturkampfes geriet. Aufgrund der sogenannten Maigesetze musste er seine seelsorgerischen Aufgaben 15 Jahre lang ohne staatliche Anerkennung ausüben und widmete sich während dieser Zeit sozialen und gesellschaftspolitischen Studien, die er in mehreren Schriften veröffentlichte.
1888 übernahm Bertram die Pfarrstelle an St. Margareta in Brühl und setzte sich besonders für den Ausbau sozialer und bildungsfördernder Einrichtungen ein. Er initiierte und förderte den Bau des Marienhospitals, das 1894 eröffnet wurde, sowie die Errichtung des Josefshauses und eines Vereinshauses für Bildungs- und Kulturarbeit. Er förderte die Gründung einer höheren Mädchenschule und eines Pensionats, die 1893 auf seine Initiative hin von den Schwestern des Ursulinenordens aus Roermond 1893 gegründet wurde, heute das Erzbischöfliche St.-Ursula-Gymnasium und die Realschule Elisabeth-von-Thüringen-Schule.
Er war Verfasser einiger heimatkundlicher Werke. Nach dem Ersten Weltkrieg war Bertram Mitinitiator der Brühler Heimatschau, die zur Bewahrung der lokalen Kultur beitrug.
Richard Bertram starb am 24. November 1920 im Alter von 87 Jahren.

## Ehrungen und Auszeichnungen
1896 wurde Bertram zum Dechanten ernannt und 1913 verlieh ihm Papst Pius X. den Titel eines Päpstlichen Geheimkämmerers. Am 29. August 1919, seinem Diamantenen Priesterjubiläum, wurde er Ehrenbürger der Stadt Brühl. Er ist Namensgeber der Richard-Bertram-Straße; ein Porträt wurde im Marienhospital Brühl geschaffen. Sein Wirken wird bis heute geschätzt, insbesondere in der Stadt Brühl, deren Entwicklung er entscheidend mitgeprägt hat.

## Schriften
- Vergleichende Zusammenstellung der Familien Brühl’s in den Jahren 1747, 1795 und 1809 gemäß den im Pfarr-Archive vorhandenen Verzeichnissen. Becher, Brühl 1913.
- Chronik der katholischen Pfarre Brühl. 1. Teil bis 1815., Druck und Verlag von Karl Martini, Brühl 1913
- Die Klosterkirche in Brühl, erweiterte Bearbeitung eines Teiles der Schrift „Chronik der kathol. Pfarre Brühl“ (1913), Brühl 1919[3]

Bertram hat in den 1920er Jahren zahlreiche Artikel in der Zeitschrift Brühler Heimatblätter: zur heimatlichen Geschichte, Natur- und Volkskunde für Brühl und Umgebung veröffentlicht.